# Summer Hits Tour 2018
The Summer Hits Tour 2018 es la quinta gira de conciertos de la británica girl group Little Mix. Se anunció el 27 de noviembre de 2017 y las entradas salieron a la venta el 30 de noviembre. Fue programado para comenzar el 6 de julio de 2018 en Hove, Inglaterra.

## Antecedentes
Tras finalizar de forma exitosa su anterior gira The Glory Days Tour, la banda británica lanzó una reedición de su último trabajo hasta ese momento, siendo una edición especial denominada Glory Days: The Platinum Edition, con el cual anunciaron seguidamente que durante el verano de 2018 estarían de gira nuevamente celebrando sus éxitos de su corta pero exitosa carrera. Así, se programaron fechas para el Reino Unido en grandes espacios y estadios, siendo distintas a sus anteriores giras, ja que fueron por estadios cubiertos o arenas, en este caso serán recintos más grandes. Del mismo modo, fue anunciada la participación de las chicas en el Festival PopSpring en Japón, comenzando la gira con dos fechas asiáticas.

## Desempeño comercial
Pollstar ubicó "Summer Hits Tour" en el puesto 96 de la lista de boletos vendidos mundialmente con 154,582 boletos vendidos.

## Repertorio
La siguiente lista representa el espectáculo del 24 de marzo de 2018 en el PopSpring Festival. No representa todos los conciertos del tour.
1. "Power"
2. "Black Magic"
3. "Move"
4. "No More Sad Songs"
5. "Secret Love Song (Pt.ll)"
6. "Wings"
7. "Salute"
8. "DNA"
9. "Hair"
10. "Touch"
11. "Reggaetón Lento (Remix)" (Medley)
12. "Shout Out To My Ex"

La siguiente lista representa el concierto brindado el 6 de julio de 2018 en Hove, Inglaterra. No representa todos los conciertos del tour.
1. "Touch"
2. "Reggaeton Lento Remix"
3. "How Ya Doin'?"
4. "Love Me Like You"
5. "Hair"
6. "Little Me"
7. "No More Sad Songs"
8. "Wings"
9. "Change Your Life"
10. "Move"
11. "Black Magic"
12. "Salute"
13. "Only You"
14. "Shout Out to My Ex"
15. "Secret Love Song Pt. II"
16. "Power"

## Fechas
| Fecha               | Ciudad       | País        | Recinto                         | Acto de apertura | Asistencia        | Recaudación |
| Asia                | Asia         | Asia        | Asia                            | Asia             | Asia              | Asia        |
| ------------------- | ------------ | ----------- | ------------------------------- | ---------------- | ----------------- | ----------- |
| 24 de marzo de 2018 | Chiba        | Japón       | Makuhari Messe                  | Festival         | Festival          | Festival    |
| 25 de marzo de 2018 | Kobe         | Japón       | World Memorial Hall             | Festival         | Festival          | Festival    |
| Europa              |              |             |                                 |                  |                   |             |
| 6 de julio de 2018  | Hove         | Reino Unido | The 1st Central County Ground   | Rak-Su Germein   | —                 | —           |
| 7 de julio de 2018  | Swansea      | Reino Unido | Liberty Stadium                 | Rak-Su Germein   | 25,596 / 25,596   | $1,783,054  |
| 8 de julio de 2018  | Colchester   | Reino Unido | Weston Homes Community Stadium  | Rak-Su Germein   | —                 | —           |
| 12 de julio de 2018 | Northampton  | Reino Unido | County Ground                   | Rak-Su Germein   | —                 | —           |
| 13 de julio de 2018 | Hull         | Reino Unido | KCOM Craven Park                | Rak-Su Germein   | 21,142 / 21,142   | $1,356,751  |
| 14 de julio de 2018 | Bolton       | Reino Unido | Macron Stadium                  | Rak-Su Germein   | 29,414 / 29,414   | $1,996,13   |
| 15 de julio de 2018 | Huddersfield | Reino Unido | John Smith’s Stadium            | Rak-Su Germein   | 28,163 / 28,163   | $1,967,899  |
| 19 de julio de 2018 | Derby        | Reino Unido | The 3AAA County Ground          | Rak-Su Germein   | —                 | —           |
| 20 de julio de 2018 | Lincoln      | Reino Unido | Lincolnshire Showground         | Rak-Su Germein   | —                 | —           |
| 21 de julio de 2018 | Norwich      | Reino Unido | Earlham Park                    | Rak-Su Germein   | 14,104 / 14,104   | $901,774    |
| 22 de julio de 2018 | Maidstone    | Reino Unido | Kent Event Centre               | Rak-Su Germein   | —                 | —           |
| 26 de julio de 2018 | Gateshead    | Reino Unido | Gateshead International Stadium | Rak-Su Germein   | 20,675 / 20,675   | $1,434,495  |
| 27 de julio de 2018 | Falkirk      | Reino Unido | Falkirk Stadium                 | Rak-Su Germein   | —                 | —           |
| 28 de julio de 2018 | Aberdeen     | Reino Unido | AECC Outdoors                   | Rak-Su Germein   | 15,488 / 15,488   | $1,000,117  |
| 29 de julio de 2018 | Inverness    | Reino Unido | Bught Park                      | Rak-Su Germein   | —                 | —           |
| Total               | Total        | Total       | Total                           | Total            | 154,582 / 154,582 | $10,440,223 |